# 森茂樹 (陸軍軍人)
森 茂樹（もり しげき、1895年（明治28年）5月2日 - 1973年（昭和48年）8月7日）は、大日本帝国陸軍軍人。最終階級は陸軍中将。

## 経歴
1895年（明治28年）に徳島県で生まれた。陸軍士官学校第28期、陸軍大学校第39期卒業。1935年（昭和10年）3月15日に崇仁親王附武官に着任。1938年（昭和13年）7月に陸軍騎兵大佐進級と同時に騎兵集団高級参謀（北支那方面軍・駐蒙軍）に就任し、日中戦争に出動。1939年（昭和14年）8月に騎兵第24連隊長（駐蒙軍・騎兵集団）に転じ、1940年（昭和15年）12月に中部軍参謀に就任。
1941年（昭和16年）9月19日に騎兵第1旅団長（駐蒙軍・騎兵集団）に就任し、包頭に駐屯。10月15日に陸軍少将に進級し、1943年（昭和18年）7月に馬政局次長に就任した。1945年（昭和20年）3月1日に陸軍中将に進級、第65師団長に親補され、徐州付近に布陣し、決戦に備えた。
1947年（昭和22年）11月28日、公職追放仮指定を受けた。